# الکلمات الفارسیه فی المعاجم العربیه
الکلمات الفارسیه فی المعاجم العربیه نام واژه‌نامه‌ای عربی است که سه‌هزار واژهٔ عربی از ریشهٔ فارسی را توضیح داده‌است. نویسندهٔ این کتاب جهینه نصر علی است که در سال ۲۰۰۲ منتشر شد.
این کتاب در واقع تکمیل‌کنندهٔ کتاب «معجم المعربات الفارسیه: منذ بواکیر العصر الحاضر» محمد التونجی است. نویسنده با مراجعه به فرهنگ واژگان عربی، واژگان معرب از فارسی را بر اساس توضیحات واژه‌نامه عربی استخراج و در این کتاب منتشر نموده‌است.

## سایر فرهنگ لغات فارسی - عربی
فرهنگ‌های واژگان زبان فارسی عربی